# Campagna della valle di Aras
La campagna della valle di Aras (in azero Araz vadisi əməliyyatları, in armeno Արասի հովտի արշավ?, Arasi hovti arshav) fu un'operazione militare lanciata dall'Azerbaigian contro la non riconosciuta Repubblica dell'Artsakh lungo il fiume Aras al confine tra Azerbaigian e Iran durante la seconda guerra del Nagorno Karabakh.
Le operazioni iniziarono il 27 settembre, con gli avanzamenti azeri nei distretti di Cəbrayıl e Füzuli, e con l'obiettivo iniziale di prendere il controllo di Cəbrayıl e Füzuli. Il 9 ottobre, entrambe le parti concordarono un cessate il fuoco umanitario temporaneo. Dopo il cessate il fuoco dichiarato, il presidente dell'Artsakh ammise che l'Azerbaigian era stato in grado di ottenere un certo successo, spostando il fronte in profondità nel territorio dell'Artsakh; il primo ministro armeno annunciò che le forze armene avevano condotto una "ritirata parziale".
Il cessate il fuoco fu tuttavia rapidamente interrotto e l'avanzata azera continuò. In pochi giorni l'Azerbaigian annunciò la cattura di dozzine di villaggi. Le forze azere, avanzando maggiormente lungo il fiume Aras, catturarono i ponti di Khodaafarin e la vicina diga. Il 20 ottobre, le forze azere presero il controllo di Zəngilan, e il 22 ottobre, Ağbənd, prendendo così il pieno controllo del confine tra Azerbaigian e Iran.

## Contesto

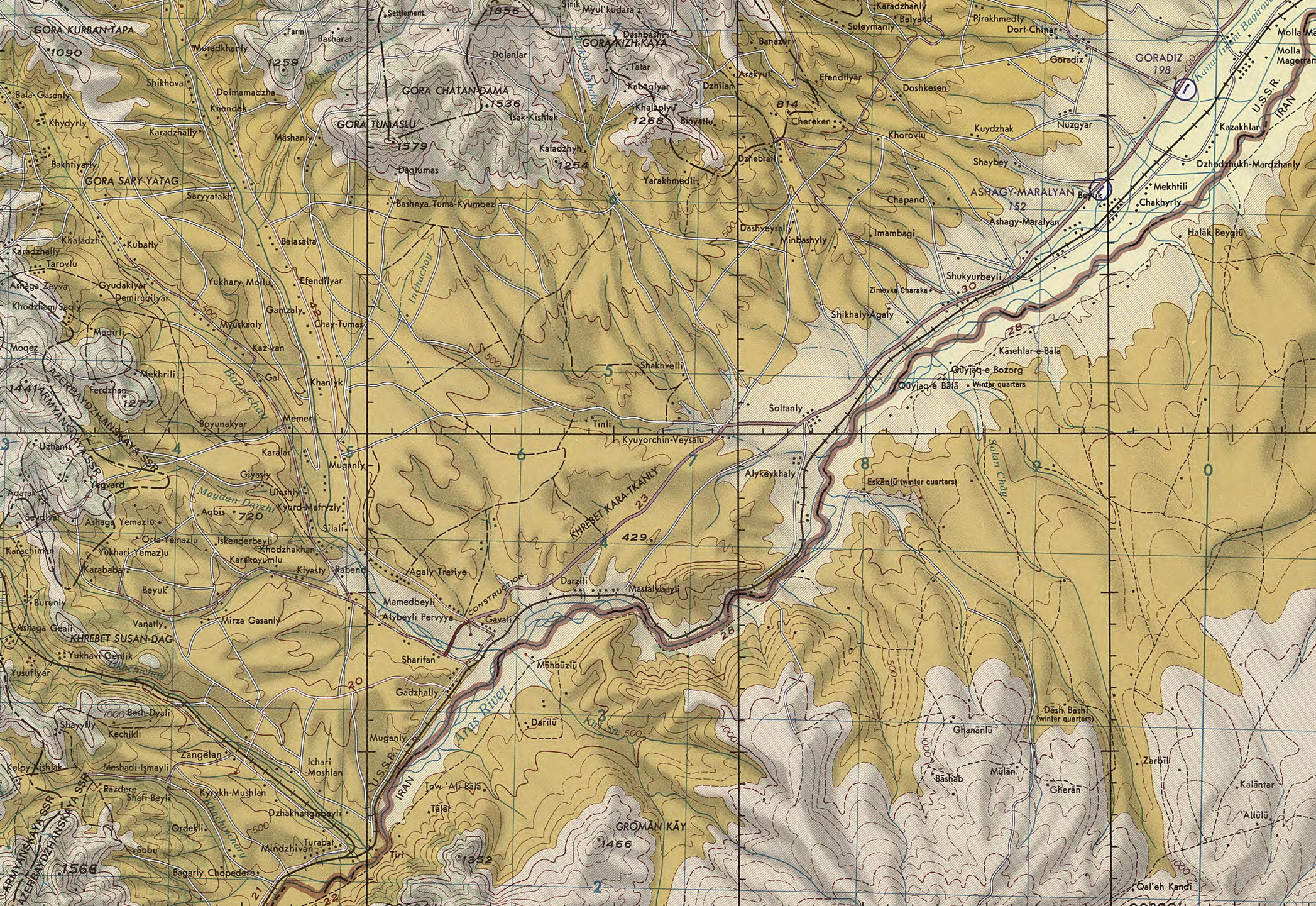
I territori lungo il fiume Aras hanno un terreno meno montuoso in contrasto con i territori settentrionali e centrali del Nagorno Karabakh

Prima della seconda guerra del Nagorno Karabakh, la regione contesa del Nagorno Karabakh, con la sua maggioranza etnica armena, era una parte de jure dell'Azerbaigian, ma de facto era detenuta nella sua interezza dall'autoproclamata Repubblica dell'Artsakh, sostenuta dall'Armenia. Il 20 febbraio 1988, il Soviet dell'Oblast' autonoma del Nagorno Karabakh approvò una risoluzione che richiedeva il trasferimento dell'oblast dalla RSS dell'Azerbaigian alla RSS dell'Armenia. L'Azerbaigian respinse più volte la richiesta e a seguito della revoca dello status di autonomia del Nagorno-Karabakh, il 10 dicembre 1991 si tenne un referendum nella regione che fu boicottato dalla popolazione azera che allora costituiva circa il 22,8%; il 99,8% votò a favore. Sia l'Armenia che l'Azerbaigian divennero poi completamente indipendenti dall'Unione Sovietica nel 1991.
La prima guerra del Nagorno Karabakh provocò lo sfollamento di 750 000 azeri in totale, di cui circa 600 000 provenienti dal Nagorno Karabakh e dai sette distretti circostanti, che erano a maggioranza azeri, epurando essenzialmente tutti i territori occupati dai suoi abitanti azeri. Allo stesso modo, 353 000 armeni dovettero fuggire dall'Azerbaigian. La guerra si concluse con un cessate il fuoco nel 1994, con la Repubblica dell'Artsakh che controllava la maggior parte della regione del Nagorno Karabakh, così come i distretti circostanti di Agdam, Jabrayil, Fuzuli, Kalbajar, Qubadli, Lachin e Zangilan dell'Azerbaigian.
Per tre decenni si verificarono molteplici violazioni del cessate il fuoco, gli incidenti più gravi prima della guerra del Nagorno-Karabakh del 2020 furono gli scontri del Nagorno Karabakh del 2016. Tentativi di mediazione internazionale di lunga data per creare un processo di pace furono avviati dal Gruppo OSCE di Minsk nel 1994, con i Principi di Madrid interrotti come iterazione più recente. Nell'agosto 2019, in una dichiarazione senza precedenti a favore dell'unificazione, il primo ministro armeno, Nikol Pashinyan, visitò il Nagorno-Karabakh, affermando: "Artsakh è l'Armenia, punto e basta".
Varie schermaglie si verificarono al confine tra Armenia e Azerbaigian nel luglio 2020. Migliaia di azeri manifestarono per la guerra contro l'Armenia in risposta, con la Turchia che ha propagandato a sostegno dell'Azerbaigian.

## La campagna

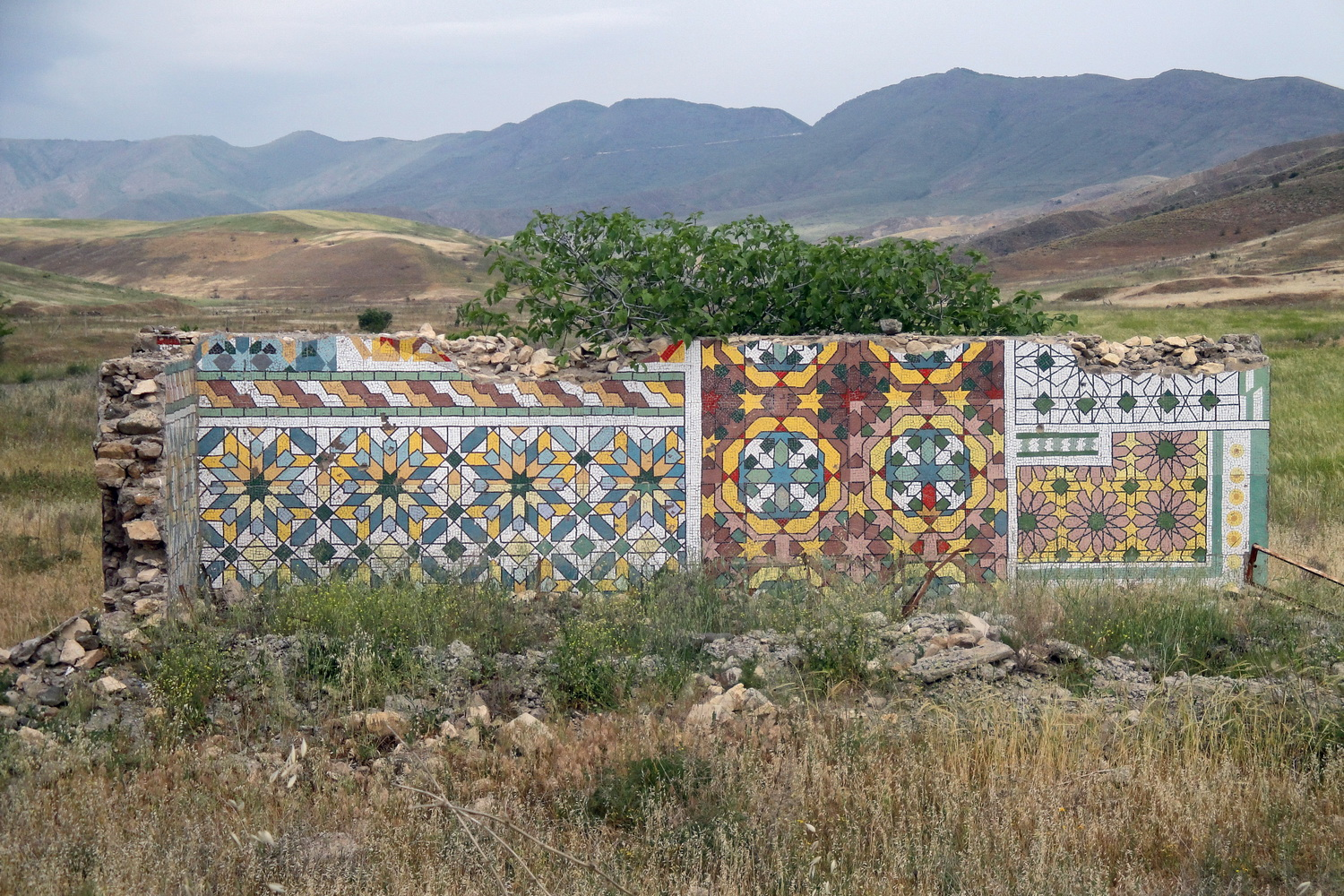
Una fermata dell'autobus distrutta a Cəbrayıl, 2014. Il presidente dell'Azerbaigian dichiarò che l'Azerbaigian aveva preso il controllo della città il 4 ottobre.

Il 27 settembre il Ministero della Difesa azero dichiarò di aver preso Qaraxanbəyli, Qərvənd, Kənd Horadiz e Yuxarı Əbdürrəhmanlı a Füzuli, Böyük Mərcanlı e Nüzgər a Cəbrayıl. Il giorno successivo, il Ministero della Difesa armeno dichiarò che le forze azere avevano lanciato una nuova grande operazione offensiva nella valle del fiume Aras. Il giorno successivo, il Ministero della Difesa azero dichiarò quindi che la sua offensiva sulla città di Füzuli continuava dal primo mattino. Il 30 settembre, il Ministero della Difesa azero dichiarò che le forze azere avevano bombardato il 4º battaglione armeno, di stanza nel distretto di Füzuli. Il giorno successivo, il Ministero della Difesa azero dichiarò che i distretti di Cəbrayıl e Füzuli vennero colpiti da Goris, in Armenia.
Il 3 ottobre si verificarono tesi scontri lungo la valle di Aras. Nella serata, il presidente dell'Azerbaigian, İlham Əliyev, dichiarò che le forze azere avevano preso il controllo di Mehdili, Çaxırlı, Aşağı Maralyan, Şəybəy e Quycaq a Jabrayil, e Aşağı Əbdürrəhmanlı, a Fuzuli. Il giorno successivo, il Ministero della Difesa azero dichiarò che le forze armene stavano bombardando il distretto di Fuzuli. In serata, il presidente azero Əliyev dichiarò che le forze azere avevano preso il controllo della città di Cəbrayıl, così come Karxulu, Şükürbəyli, Çərəkən, Daşgəsən, Horovlu, Mahmudlu, Cəfərabad, Yuxarı Maralyan e Decal nel distretto di Cəbrayıl. Il 5 e 6 ottobre, le forze azere lanciarono un'altra offensiva nel distretto di Cəbrayıl. Il 7 ottobre, il Ministero della Difesa azero dichiarò che le forze azere avevano il controllo del distretto di Cəbrayıl. Rilasciò anche filmati che apparentemente mostravano le forze azere a Şükürbəyli. Pertanto, il Ministero della Difesa azero affermò che le forze armene stavano bombardando i villaggi nei distretti di Füzuli e Cəbrayıl.

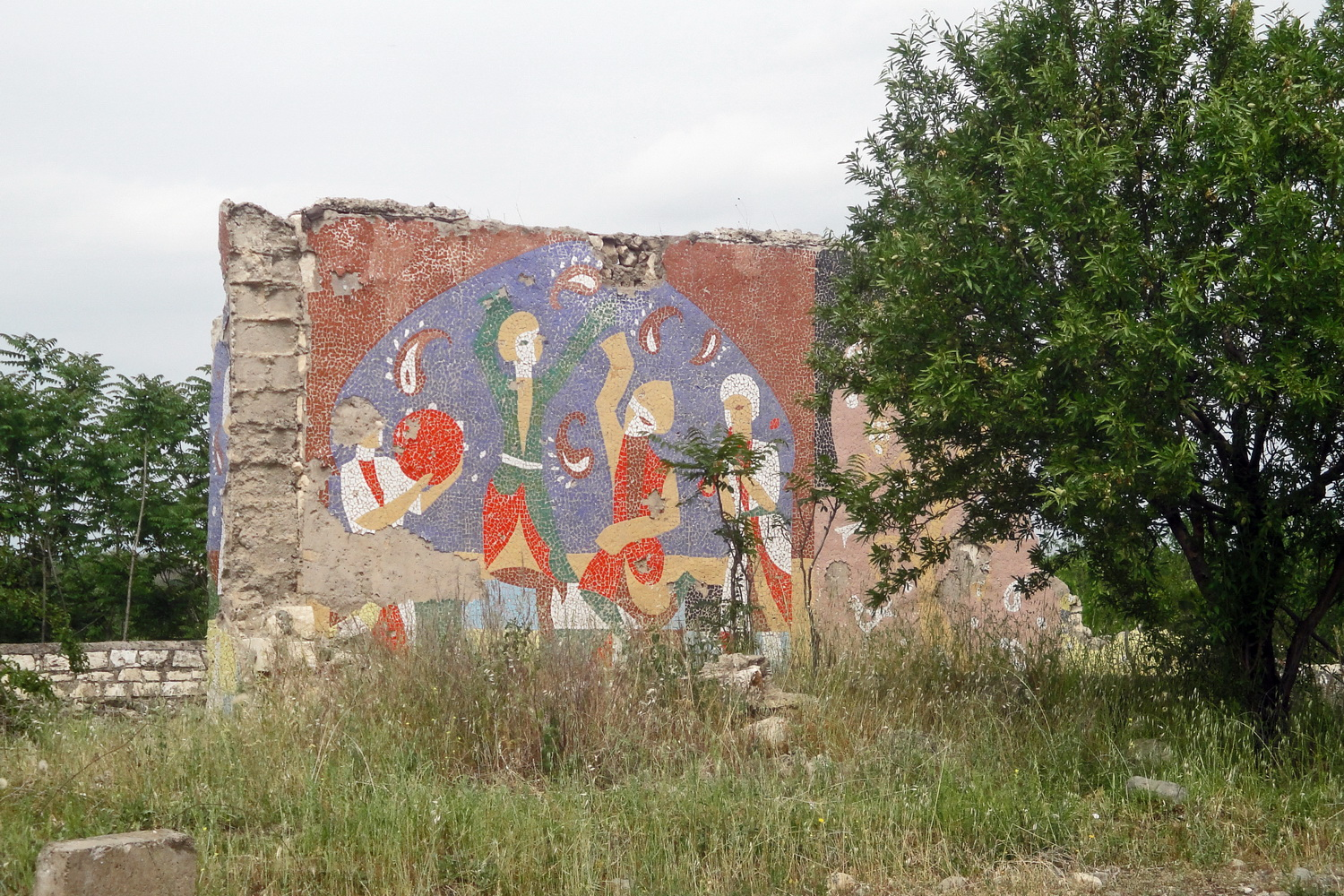
Rovine di Fuzuli nel 2014. Il 17 ottobre, il presidente dell'Azerbaigian Ilham Aliyev dichiarò che le forze azere avevano preso il controllo della città.

Poco prima delle 04:00 (00:00 GMT) del 10 ottobre, la Russia riferì che sia l'Armenia che l'Azerbaigian avevano concordato un cessate il fuoco umanitario dopo 10 ore di colloqui a Mosca (la dichiarazione di Mosca) e annunciò che entrambi avrebbero avviato colloqui "sostanziali". Le ostilità furono formalmente sospese alle 12:00 (08:00 GMT), per consentire uno scambio di prigionieri e il recupero dei morti, con il supporto del Comitato Internazionale della Croce Rossa (CICR). Tuttavia le violazioni del cessate il fuoco furono persistenti, portando il CICR a fermare i tentativi di recuperare i morti e scambiare feriti e prigionieri, oltre a suscitare timori per una crisi umanitaria.
Armenia e Azerbaigian si accusarono a vicenda di bombardare gli insediamenti civili prima del cessate il fuoco, con entrambe le parti che negare le accuse dell'altra. Ciascuna parte accussò anche l'altra di aver infranto il cessate il fuoco. Gli scontri scoppiarono subito dopo, con l'Azerbaigian che si spostò più in profondità nella zona del conflitto. Il presidente dell'Azerbaigian dichiarò che le forze azere avevano reagito agli attacchi missilistici su Gəncə prendendo il controllo di Füzuli e dei villaggi vicini, ma chiese anche un intervento internazionale immediato.
Il 14 ottobre l'Azerbaigian rivendicò il controllo su Qaradağlı, Xatınbulaq e Qarakollu nel distretto di Fuzuli. Il giorno successivo, il ministero della disesa dell'Azerbaigian dichiarò che le proprie forze avevano preso il controllo di Arış nel distretto di Fuzuli. Due giorni dopo, affermò di aver abbattuto un SU-25 armeno, e di aver riconquistato Füzuli e diversi villaggi. L'Armenia negò di aver perso un aereo da guerra. Il 18 ottobre, il Ministero della difesa azero affermò di aver abbattuto un aereo da guerra armeno Su-25, affermando che stava attaccando verso Jabrayil; l'Armenia emise una smentita. Intorno alle 19:00, le forze azere rilasciarono un filmato di Fuzuli. Il presidente azero dichiarò che le forze azere avevano catturato i ponti e la diga di Khodaafarin.

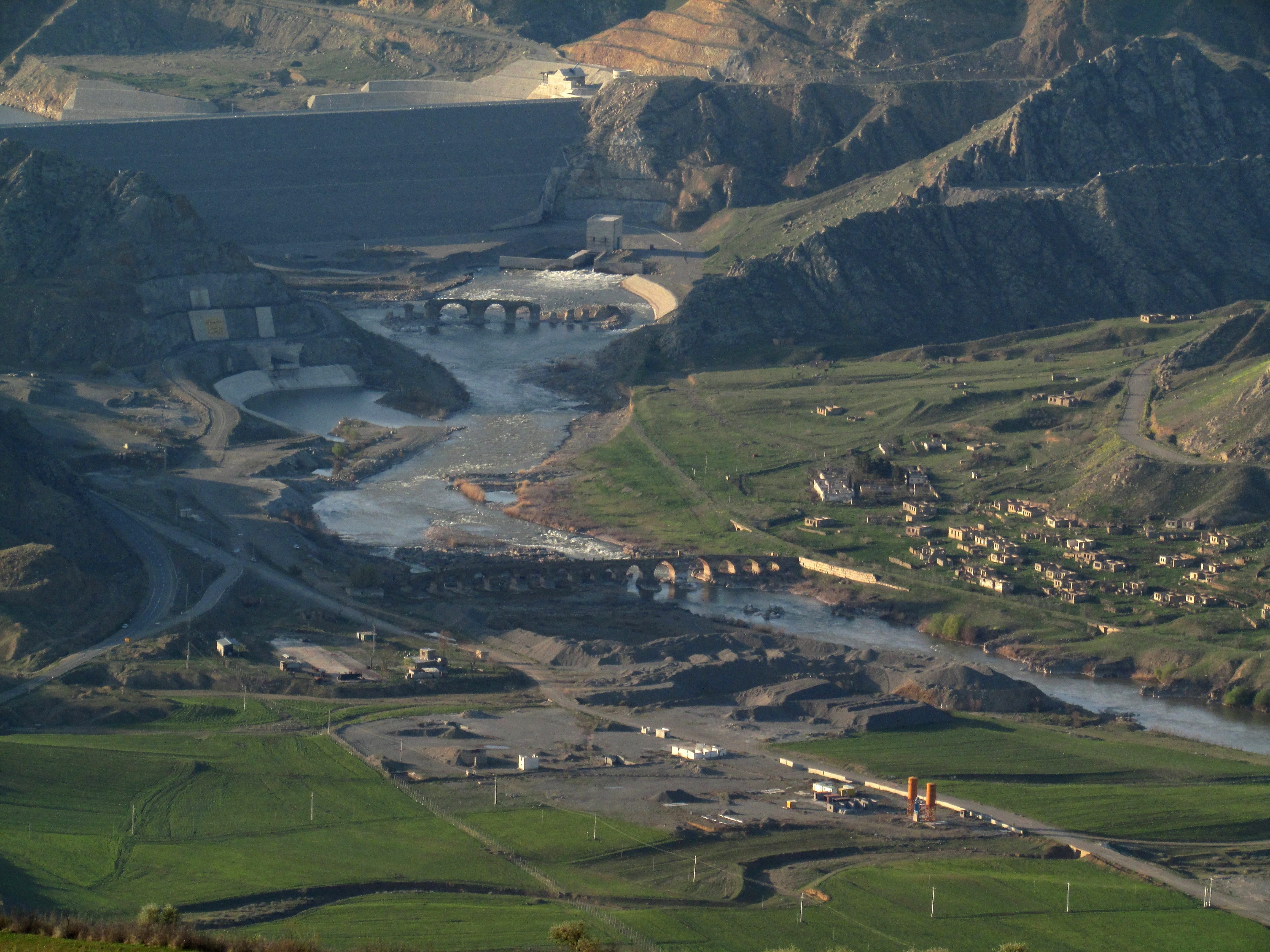
Il 18 ottobre, le forze azere hanno preso il controllo dei ponti Khodaafarin e della vicina diga.

Il 20 ottobre, gli scontri si intensificarono vicino Zəngilan, e coinvolsero le offensive azere. Il presidente dell'Azerbaigian dichiarò che le forze azere avevano rivendicato Zəngilan, il centro amministrativo del distretto di Zangilan, e i villaggi di Havalı, Zərnəli, Məmmədbəyli, Həkəri, Şarifan e Muğanlı nel distretto di Zangilan. Subito dopo, il Ministero della Difesa dell'Azerbaigian rilasciò formalmente filmati che mostravano Zəngilan, e la "BBC Russian Service" confermò le dichiarazioni dell'Azerbaigian. A sua volta, il Ministero della difesa armeno dichiarò che le forze azere si stavano ritirando lungo il fiume Aras; l'Azerbaigian emise una smentita. Il giorno successivo gli scontri si intensificarono ulteriormente e specificatamente a Zangilan. Il Presidente dell'Azerbaigian, İlham Əliyev dichiarò che le forze azere avevano preso il controllo della città di Miǰnavan e i villaggi di Gecəgözlü, Aşağı Seyidəhmədli, e Zərgər a Fuzuli, Bələnd, Papi, Tulus, Hacılı, e Tinli a Cəbrayıl, e Xurama, Xumarlı, Sarıl, Babaylı, Üçüncü Ağalı, Hacallı, Qıraq Müşlan, Üdgün, Turabad, İçəri Müşlan, Məlikli, Cahangirbəyli e Baharlı nel distretto di Zangilan.
Il 22 ottobre, gli scontri continuarono a Zəngilan. Intorno alle 17:30, il presidente dell'Azerbaigian dichiarò che le forze azere avevano preso il controllo di Mollavəli, Yuxarı Rəfədinli e Aşağı Rəfədinli nel distretto di Füzuli, e di Sirik, Şıxlar, Məstalıbəyli e Dərzili nel distretto di Cəbrayıl. Inoltre, affermò che le forze azere avevano rivendicato Kolluqışlaq, Malatkeşin, Kənd Kovsakan, Genlik, Vəliqulubəyli, Qaradərə, Çöpədərə, Tatar, Tiri, Əmirxanlı, Qarqulu, Bartaz, Dəlləkli, e Ağbənd nel distretto di Zangilan, rilasciando filmati di cinferma. Secondo Aliyev, con queste avanzate, le forze azere si erano assicurate il controllo del confine tra Azerbaigian e Iran. L'Armenia al riguardo emise una smentita e affermò che si erano verificati pesanti scontri vicino a Qacar nel distretto di Füzuli. Il giorno successivo, gli scontri continuarono a Zəngilan. In serata, il presidente azero dichiarò che le forze azere avevano rivendicato Dağ Tumas, Nüsüs, Xələfli, Minbaşılı e Veysəlli a Cəbrayıl, Vənədli e Mirzəhəsənli nel distretto di Zəngilan. Il Ministero della Difesa azero rilasciò anche filmati di conferma da uno dei villaggi rivendicati. Il giorno successivo, il Ministero della Difesa azero dichiarò che le forze armene avevano tentato di attaccare le posizioni azere a Zəngilan dalla provincia di Syunik dell'Armenia. Il 25 ottobre, il Ministero della difesa azero diffuse filmati dai distretti di Zəngilan e Cəbrayıl, nell'estremo sud-ovest del teatro delle operazioni, nei pressi del fiume Aras e del confine iraniano. Il giorno seguente, il Presidente azero dichiarò che le forze azere avevano preso il controllo di Qovşudlu, Sofulu, Dağ Maşanlı, Kürdlər, Hovuslu, e Çələbilər nel distretto di Cəbrayıl, Birinci Alıbəyli, ikinci Alıbəyli, Rəbənd, e Yenikənd nel distretto di Zəngilan, lungo la valle di Hakari. Le autorità armene confermarono che le forze azere avevano lanciato un'offensiva nella regione.

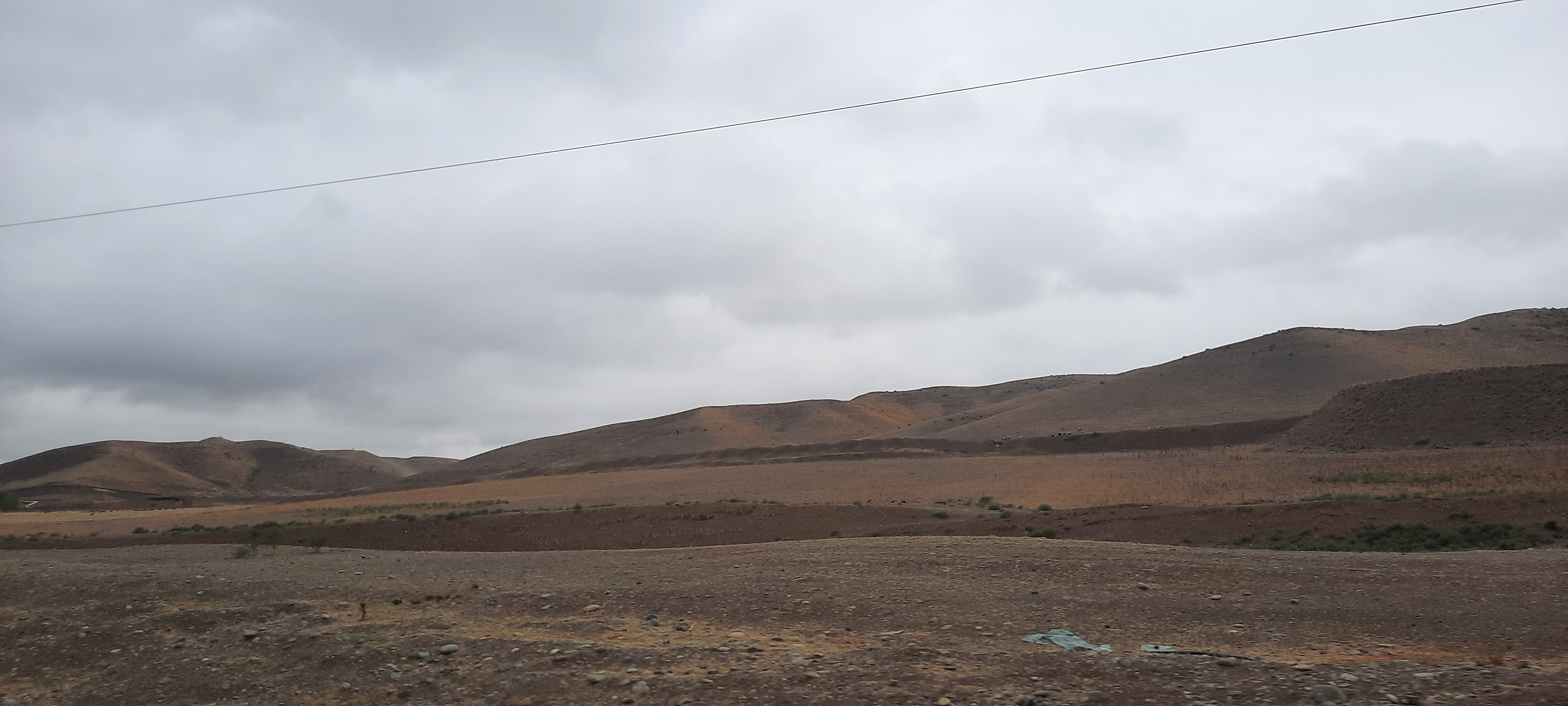
Veduta generale del paesaggio di Füzuli.

Il 28 ottobre, il Presidente dell'Azerbaigian, İlham Əliyev, dichiarò che le forze azere avevano preso il controllo di Birinci Agali, ikinci Agali, Üçüncü Agali, Zərnəli in Zəngilan, Mandılı nel distretto di Füzuli, Qazanzəmi, Xanağabulaq, Çüllü, Quşçular, e Qaraağac nel distretto di Cəbrayıl. Il 2 novembre, il presidente azero dichiarò che le forze azere avevano preso il controllo di Çaprand, Hacı İsaqlı e Qoşabulaq nel distretto di Cəbrayıl, così come Dərə Gilətağ e Böyük Gilətağ nel distretto di Zəngilan. Il giorno successivo, il Ministero della Difesa azero dichiarò che a Füzuli era stato lanciato un missile BM-30 Smerch dal territorio dell'Armenia; l'Armenia negò.

## Vittime

### Vittime militari
Al 20 ottobre, le autorità azere affermarono che almeno 40 militari armeni erano stati uccisi. L'Azerbaigian non rivelò le proprie vittime militari.

### Perdite degli equipaggiamenti
Al 20 ottobre, le autorità azere dichiararono che le forze azere avevano distrutto almeno 7 carri armati, 6 altri veicoli, 4 sistemi BM-21 Grad, 1 obice D-30, 3 sistemi missilistici Tor-M2, abbattuto 2 UAV e 1 Su-25 e catturato molti carri armati e IFV.

### Vittime civili
Al 20 ottobre, le autorità azere riferirono che un civile azero era ucciso e altri 6 erano rimasti feriti a Fuzuli.